# Confield
Albums de Autechre
LP5
(1998) Draft 7.30
(2003)
Confield est le sixième album du groupe anglais de musique électronique Autechre, sorti sur le label Warp Records en 2001. 
Poussant jusqu'au bout la démarche d'abstraction et de déconstruction initiée à partir du milieu des années 1990, cet album expérimental reste toujours controversé.

## Pistes
| 1.    | VI Scose Poise     | 6:57 |
| 2.    | Cfern              | 6:41 |
| 3.    | Pen Expers         | 7:08 |
| 4.    | Sim Gishel         | 7:14 |
| 5.    | Parhelic Triangle  | 6:03 |
| 6.    | Bine               | 4:41 |
| 7.    | Eidetic Casein     | 6:12 |
| 8.    | Uviol              | 8:35 |
| 9.    | Lentic Catachresis | 8:29 |
| 62:03 |                    |      |

La version japonaise de l’album contient un morceau supplémentaire nommé Mcr Quarter, enregistré lors d’un concert en Angleterre en 1999.